# Șerban-Constantin Valeca
Șerban-Constantin Valeca (ur. 23 czerwca 1956 w Bukareszcie, zm. 15 maja 2022 w Ștefănești) – rumuński polityk, inżynier nuklearny i nauczyciel akademicki, parlamentarzysta, w latach 2000–2003 minister delegowany ds. badań naukowych, w 2017 minister badań naukowych i innowacji.

## Życiorys
W 1981 ukończył studia w Instytucie Politechnicznym w Bukareszcie. Kształcił się również z inżynierii jądrowej w ramach programu organizowanego przez Międzynarodową Agencję Energii Atomowej. Odbył także kurs obronny oraz dyplomatyczny w Institutul Diplomatic Român. Doktoryzował się w zakresie nauk inżynieryjnych. Od 1983 pracował jako inżynier w elektrowni jądrowej. W 1992 został dyrektorem Institutul de Cercetări Nucleare w Pitești. Od 1998 był wiceprezesem krajowego urzędu nadzorującego energię atomową, działał także w europejskich organizacjach z tej branży. Autor około 10 publikacji książkowych oraz kilku patentów.
Związał się z Partią Socjaldemokratyczną, zasiadał w jej kierownictwie w okręgu Ardżesz. Od marca do listopada 2000 zasiadał w Izbie Deputowanych, a w latach 2008–2020 wchodził w skład Senatu. Od grudnia 2000 do czerwca 2003 pozostawał ministrem delegowanym ds. badań naukowych. W styczniu 2017 objął funkcję ministra badań naukowych i innowacji w rządzie Sorina Grindeanu. Zakończył jej pełnienie wraz z całym gabinetem w czerwcu tegoż roku.
Posiadał czarny pas w karate, był wiceprezesem rumuńskiej organizacji karate tradycyjnego i prezesem jednej z europejskich federacji.